# Granite Mountains (Wyoming)
Die Granite Mountains sind ein Teil der Rocky Mountains im Zentrum von Wyoming in den Vereinigten Staaten. Das Gebirge verläuft etwa 160 km von Osten nach Westen entlang der Südseite des Shoshone Basin und nördlich des Sweetwater River im östlichen Fremont County und im westlichen Natrona County. Der höchste Punkt ist der McIntosh Peak mit einer Höhe von 2456 m. Der Independence Rock befindet sich im Osten des Gebirges und auch der Split Rock war ein markantes Wahrzeichen des Oregon Trail. Die Region ist reich an Uran und anderen Mineralvorkommen.

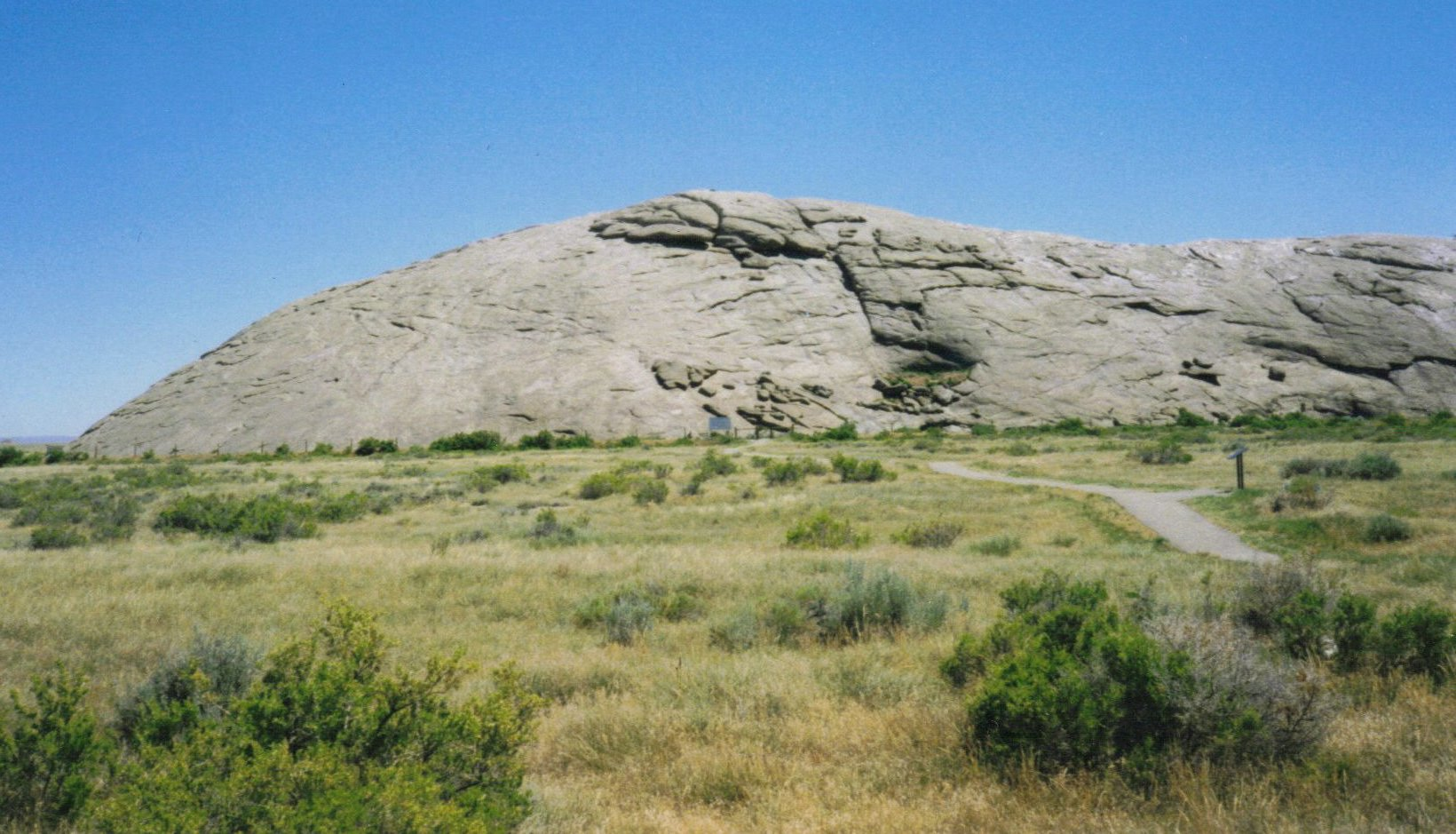
Independence Rock

## Belege
1. ↑  Peakbagger: Granite Mountains. Abgerufen am 23. Januar 2021.
2. ↑  Countryman Peak, WY - N42.52773° W107.46563°. Abgerufen am 23. Januar 2021.